# Kłaj (gemeente)
De gemeente Kłaj is een landgemeente in powiat Wielicki, in woiwodschap Klein-Polen. De zetel van de gemeente is in Kłaj.

## Administratieve plaatsen (sołectwo)
Brzezie, Dąbrowa, Grodkowice, Gruszki, Kłaj, Łężkowice, Łysokanie, Szarów, Targowisko.